# Jeroni Pau
Jeroni Pau (Barcelona, entorn de 1458 - Barcelona, 1497) fou un destacat humanista català. Poeta erudit i autor d'epístoles retòriques en llatí, també va conrear la poesia i el gènere epistolar. Jeroni era fill de Jaume Pau, conseller dels reis Alfons el Magnànim i Joan II, i net de Pere Pau, metge de la muller d'Alfons el Benigne. Estudià dret civil i dret canònic a diverses universitats italianes, possiblement a Bolonya, Perusa, Florència i Siena, i està documentada la seva estada a la Universitat de Pisa el curs 1475-76. Se l'anomena doctor utriusque iuris. Jeroni va ser canonge de Barcelona i també de Vic. Estigué al servei del cardenal Roderic de Borja, posterior papa Alexandre VI, com a jurista (1475-1492). A Roma la seva opinió era consultada, quan es tractaven temes històrics, lingüístics o jurídics. L'any 1492, malalt, va tornar a la seva Barcelona natal, on va morir el 1497. Col·laborà amb importants intel·lectuals italians i catalans. Juntament amb Bernat Fenollar va escriure Regla d'esquivar vocables e mots grossers i pagesívols.